# Ministerio de Cultura Popular
El Ministerio de Cultura Popular (en italiano: Ministero della Cultura Popolare), comúnmente abreviado como MinCulPop, fue un departamento ministerial del gobierno italiano que existió entre 1937 y 1944. 

## Historia
Originalmente fue establecido en 1933 como la Secretaría de Prensa y Propaganda, organismo que estaba destinado a ser el análogo italiano del Ministerio para la Ilustración Pública y Propaganda del Reich alemán. Esta secretaría fue elevada al rango de ministerio en 1935, recibiendo su denominación definitiva en 1937. A lo largo de su existencia llegó a controlar buena parte de las publicaciones literarias y la radio en Italia, así como la prensa, la música, el teatro o el turismo. El ministerio, que quedó vacante tras la caída del régimen de Mussolini en julio de 1943, sería finalmente disuelto el 3 de junio de 1944.

## Lista de Ministros
| Nombre | Nombre                          | Foto | Período en el cargo   | Período en el cargo   | Partido político          |
| ------ | ------------------------------- | ---- | --------------------- | --------------------- | ------------------------- |
|        | Dino Alfieri (1886–1966)        |      | 27 de mayo de 1937    | 31 de octubre de 1939 | Partido Nacional Fascista |
|        | Alessandro Pavolini (1903–1945) |      | 31 de octubre de 1939 | 6 de febrero de 1943  | Partido Nacional Fascista |
|        | Gaetano Polverelli (1903–1960)  |      | 6 de febrero de 1943  | 25 de julio de 1943   | Partido Nacional Fascista |